# ورل منمق
ورل منمق (الاسم العلمي Varanus ornatus)، حيوان زاحف من الحرشفيات وفصيلة الورليات. يعيش في غرب ووسط أفريقيا.